# Mythimna subsignata
Mythimna subsignata là một loài bướm đêm trong họ Noctuidae.